# Route 666 (film)
Pour les articles homonymes, voir Route 666 (homonymie).
Pour plus de détails, voir Fiche technique et Distribution.
Route 666 (titre original : Road 666 ; titre québécois : La Route de l'enfer) est un film américain réalisé par William Wesley, sorti directement en vidéo en 2001.

## Synopsis
Deux agents du FBI sont chargés d'escorter un témoin sous protection jusqu’à Los Angeles pour assister au procès de Bunny Busso Buflino. Pour fuir les sbires de Bunny, ils empruntent la Route 66 (surnommée Route 666 par la population) qui a été condamnée il y a bien longtemps. Mais les agents ignorent que cette route a été la scène d'effroyables massacres et que, depuis, toutes les personnes qui s'y sont aventurées n'en sont jamais revenues...

## Fiche technique
- Titre original : Road 666
- Titre français : Route 666
- Titre québécois : La Route de l'Enfer
- Réalisation : William Wesley
- Musique : Terry Plumeri
- Production : William Wesley, Terence M. O'Keefe
- Producteurs exécutifs : Carri Winikoff
- Distribution : Metropolitan Filmexport et Lions Gate Entertainment
- Pays d'origine :  États-Unis,
- Langue : Anglais
- Durée : 86 minutes
- Genre : Film d'action, Thriller/Suspense, Film d'horreur
- Dates de sortie :  États-Unis : 2001 ;  France : 2003

## Distribution
- Lou Diamond Phillips (VF : Bruno Dubernat) : Jack La Roca
- Lori Petty (VF : Sophie Arthuys) : Stephanie
- Steven Williams : Rabbit
- L.Q. Jones : Shérif Conway
- Dale Midkiff (VF : Pierre-François Pistorio) : P.T.
- Alex McArthur : Nick
- Mercedes Cohen : Mary
- Rob Roy Fitzgerald : Joe
- Adam Vernier : Shérif Adjoint Gil Conway/Shérif Conway jeune
- Chester E. Tripp III : Député Tim
- Rhino Michaels : La Roca